# الصادق السالمي
الصادق السالمي حكم دولي تونسي لكرة القدم، إختاره الاتحاد الأفريقي لكرة القدم ليكون ضمن حكام كأس الأمم الأفريقية 2019 بمصر.

## المسيرة الرياضية

### أخطاء تحكيمية
في 11 أبريل 2023، أعلن الاتحاد الافريقي لكرة القدم "الكاف" إيقاف الحكم الدولي التونسي الصادق السالمي لمدة 3 أشهر واستبعاده من جميع المباريات التابعة للاتحاد، عقب شكوى تقدمت بها الجامعة الكنغولية حول قراراته التحكيمية في لقاء تصفيات كأس أمم افريقيا التي جمعت موريتانيا بالكونغو الديمقراطية.